# Дюваль, Уильям Поуп
Уильям Поуп Дюваль (англ. William Pope Duval; 4 сентября 1784 — 19 марта 1854) — американский адвокат и политик, первый губернатор территории Флорида с 17 апреля 1822 по 24 апреля 1834.
Родился недалеко от нынешнего Ричмонда в штате Вирджиния, сын Уильяма Дюваля, потомка французских гугенотов и Энн Поуп. Ушел из дома в возрасте 14 лет и переехал в Бардстаун (Кентукки). Обучался юриспруденции и был принят в коллегию адвокатов в возрасте 19 лет (1804). Затем он сделал политическую карьеру и представлял штат Кентукки в 13-м Конгрессе Соединенных Штатов (1813—1815). Когда Флорида стала территорией США, он был назначен судьей в 1821 году. Затем Президент Джеймс Монро назначил его губернатором территории в 1822 году. Дюваль занимал эту должность 12 лет подряд.

### Статьи
- Frank L. Snyder. William Pope Duval: An Extraordinary Folklorist (англ.) // The Florida Historical Quarterly. — Florida Historical Society, 1990. — Vol. 69, iss. 2. — P. 195-212.
- Knauss, James Owen. William Pope DuVal: Pioneer and State Builder (англ.) // The Florida Historical Quarterly. — Florida Historical Society, 1933. — Vol. 11, iss. 3.